# Benzino
Benzino, właśc. Raymond Scott (ur. 24 października 1965) – amerykański raper, współzałożyciel popularnego magazynu The Source.
Od 1988 roku był cichym wspólnikiem Dave'a Maysa, którego poznał na Uniwersytecie Harvarda. W roku 2001 Benzino przyznał się do swego wkładu w rozwój magazynu. Jako raper, Benzino nie odniósł sukcesu. Jest znany między innymi z beefu jaki wywołał z innym amerykańskim raperem – Eminemem.

## Dyskografia
- Doomsday: Forever RSO
- Classic Limited Edition
- The Benzino Project (2001)
- The Benzino Remix Project (2002)
- Redemption (2002)
- Arch Nemesis (2005)
- The Antidote (2007)
- Im Commin Back (2011)

## Single
- „Bang Ta Dis” (2001)
- „Rock The Party” (2002)
- „Pull Your Skirt Up” (2002)
- „Would You” (2003)
- „Look Into My Eyes” (2005)
- „Wide Body” (2005)